# 47 км (зупинний пункт, Лиманська дирекція Донецької залізниці)
47 км — пасажирська зупинна залізнична платформа Лиманської дирекції Донецької залізниці.
Розташована між смт Землянки, Макіївська міська рада, та м. Ясинувата, Донецької області. Платформа розташована на лінії Ясинувата — Костянтинівка між станціями Ясинувата (4 км) та Скотувата (10 км).
Через військові дії залізничний рух на даній ділянці припинено.